# Merab Gagunaschwili
Merab Gagunaschwili (georgisch მერაბ გაგუნაშვილი; * 3. Januar 1985 in Tbilissi, Georgische SSR, UdSSR), Schreibweise beim Weltschachverband FIDE Gagunashvili, ist ein georgischer Schachspieler.

## Leben
Er erlernte das Schachspiel als Kind von seiner Großmutter. Als er in die Schule kam, wurde sein Talent erkannt und er bekam einen Trainer. In der Folge gewann er die georgischen Jugendmeisterschaften der Altersklassen U12 und U14. Den Titel eines Großmeisters erhielt er im Alter von 17 Jahren, nach einem geteilten 2. Platz bei der Europameisterschaft 2002 in Batumi.
Im Jahre 2004 wurde er georgischer Einzelmeister. Nach vorderen Platzierungen in Einzelturnieren siegte er Anfang 2007 beim traditionellen Turnier von Hastings.
Im Januar 2015 liegt er auf Platz 6 der georgischen Elo-Liste.

## Mannschaftsschach
Mit der georgischen Nationalmannschaft nahm er zwischen 2002 und 2012 an fünf Schacholympiaden teil. Bei seinem ersten Olympiaeinsatz 2002 in Bled war Gagunaschwili am erfolgreichsten. Er erreichte mit 6,5 Punkte aus 8 Partien eine Elo-Performance von 2786; Georgien landete am Ende auf dem vierten Platz. Gagunaschwili spielte außerdem bei der Mannschaftsweltmeisterschaft 2005 und bei fünf Mannschaftseuropameisterschaften zwischen 2003 und 2013, wobei er 2003 in Plowdiw mit der Mannschaft den dritten Platz erreichte und das zweitbeste Einzelergebnis der Reservespieler erzielte.
In der deutschen Schachbundesliga spielte er in der Saison 2007/08 für den SC Kreuzberg. In der niederländischen Meesterklasse hatte Gagunaschwili in den Spielzeiten 2004/05 und 2007/08 einzelne Einsätze für hotels.nl/Groningen, in der chinesischen Mannschaftsmeisterschaft spielte er 2005 für Wenzhou Law School und 2008 für Wuxi Tiancheng Real Estate.
Am European Club Cup nahm Gagunaschwili 2003 mit Tiflis City und 2005 mit I&A Tiflis teil.